# László István Péter
László István Péter (Jászjákóhalma, 1917. augusztus 23. – 2001) magyar újságíró.
Jászjákóhalmán, a Kapitányrét nevű határrészen, egy tanyán született. Öt elemit végzett a kapitányréti tanyai iskolában, majd a jászapáti Gróf Széchenyi István Gimnáziumban érettségizett 1937-ben. 1941-ben a budapesti Pázmány Péter Tudományegyetemen jogi diplomát szerzett. Diákévei alatt házitanítóként tevékenykedett.
1941 őszén a Friss Újsághoz került, ahol megismerkedett Nagy Ferenccel, aki 1945-ben meghívta a Független Kisgazdapárt Igazság című, a parasztokat megcélzó hetilapjához. Később a lap felelős szerkesztője lett. 1946-ban vezetésével megalakult az Igazság Parasztírók Köre. 1947-ben megszűnt a Parasztírók Köre, a balos irányzat a laptól eltávolította.
1953. március 4-én az ÁVH letartóztatta. 1953-1956 között börtönben volt, Mindszenty József hercegprímással raboskodott együtt. Ellene és kilenc paraszttársa ellen a vád illegális lap, a Barázdák Népe szerkesztésében való részvétel, illetve a népi demokratikus rendszer megdöntésére irányuló irodalmi szervezkedés kezdeményezése és vezetése volt. Az Asztalos P. Kálmánnal és írótársaival szerkesztett irodalmi közlöny folytatása volt az Igazság Parasztíró Kör emléklapos működésének. A Legfelső Bíróság Jónás-tanácsa 15 évi börtönbüntetésre ítélte, amelyből 1956-ban szabadult.

## Díjai
A Magyar Újságírók Országos Szövetségének elnöksége 2000-ben  Aranytoll életműdíjjal tüntette ki. 1999-ben Jászjákóhalma díszpolgára lett.

## Forrás
- Károly Nóra: László István Péter (1917-2001). (Hozzáférés: 2022. augusztus 14.)